# Physogyra exerta
Physogyra exerta is een rifkoralensoort uit de familie van de Caryophylliidae. De wetenschappelijke naam van de soort is voor het eerst geldig gepubliceerd in 1982 door Nemenzo & Ferraris.